# Сервий Корнелий Кос
Сервий Корнелий Кос (на латински: Servius Cornelius Cossus) e през 434 пр.н.е. консулски военен трибун. Произлиза от патрицииската фамилия Корнелии.